# Fausto (nombre)
Fausto es un nombre propio masculino de origen latino en su variante en español. Significa «próspero, dichoso, feliz, que trae buena suerte», del latín faustus, proveniente de la raíz fav, como en faveo, «favorecer». Este nombre debe su popularidad moderna al personaje literario Fausto, recreado entre otros por el escritor alemán Goethe.

## Santoral
13 de octubre: San Fausto, mártir en Córdoba (303).